# Jude Watson
Jude Watson é um dos pseudônimos de Judy Blundell. Foi com o nome Watson que ela se firmou como escritora, assinando séries de livros inspiradas nos filmes Star Wars. 
Com seus pseudônimos ela acumula mais de 100 títulos publicados, vários deles best-sellers pelo The New York Times. Mas o sucesso veio em peso para Blundell: em 2008 recebeu o National Book Award, importante prêmio americano, por seu primeiro romance publicado com o nome verdadeiro. 
Jude Watson é a primeira mulher dentre os autores da coleção The 39 Clues, e também é dela o sexto livro da série.